# Ermal Meta
Ermal Meta (Fier, 20 april 1981) is een Italiaanse zanger.

## Biografie
Meta werd geboren in het Albanese Fier, maar verhuisde op dertienjarige leeftijd met zijn familie naar Bari, in het zuiden van Italië. In 2006 begon hij zijn muzikale carrière. In 2018 nam hij aan de zijde van Fabrizio Moro deel aan het Festival van San Remo. Met Non mi avete fatto niente wonnen ze de hoofdcompetitie. Hierdoor mocht het duo Italië vertegenwoordigen op het Eurovisiesongfestival 2018 in de Portugese hoofdstad Lissabon, waar ze de vijfde plaats bereikten.
1956: Franca Raimondi + Tonina Torrielli · 
1957: Nunzio Gallo · 
1958: Domenico Modugno · 
1959: Domenico Modugno · 
1960: Renato Rascel · 
1961: Betty Curtis · 
1962: Claudio Villa · 
1963: Emilio Pericoli · 
1964: Gigliola Cinquetti · 
1965: Bobby Solo · 
1966: Domenico Modugno · 
1967: Claudio Villa · 
1968: Sergio Endrigo · 
1969: Iva Zanicchi · 
1970: Gianni Morandi · 
1971: Massimo Ranieri · 
1972: Nicola di Bari · 
1973: Massimo Ranieri · 
1974: Gigliola Cinquetti · 
1975: Wess & Dori Ghezzi · 
1976: Al Bano & Romina Power · 
1977: Mia Martini · 
1978: Ricchi e Poveri · 
1979: Matia Bazar · 
1980: Alan Sorrenti · 
1983: Riccardo Fogli · 
1984: Alice & Battiato · 
1985: Al Bano & Romina Power · 
1987: Umberto Tozzi & Raf · 
1988: Luca Barbarossa · 
1989: Anna Oxa & Fausto Leali · 
1990: Toto Cutugno · 
1991: Peppino di Capri · 
1992: Mia Martini · 
1993: Enrico Ruggeri · 
1997: Jalisse · 
2011: Raphael Gualazzi · 
2012: Nina Zilli · 
2013: Marco Mengoni · 
2014: Emma Marrone · 
2015: Il Volo · 
2016: Francesca Michielin · 
2017: Francesco Gabbani · 
2018: Ermal Meta & Fabrizio Moro · 
2019: Mahmood · 
2021: Måneskin · 
2022: Mahmood & Blanco · 
2023: Marco Mengoni · 
2024: Angelina Mango · 
2025: Lucio Corsi
- Gemeinsame Normdatei: 112576273X
- International Standard Name Identifier: 0000 0004 6656 1169
- Library of Congress Control Number: n2023043245
- MusicBrainz: b5c5cb00-b875-467a-a7ca-36c8b652d7cb
- Istituto Centrale per il Catalogo Unico: DDSV221832
- Virtual International Authority File: 4574148753694541320007
- WorldCat: E39PBJbtr9MpDg9Ck633pk4rMP